# Список губернаторов Оклахомы

Флаг губернатора

Губернатор Оклахомы (англ. Governor of Oklahoma) — глава исполнительной ветви власти
и главнокомандующий вооружённых сил данного штата. Губернатор обязан следить за исполнением законов в штате, одобрять принятые
собранием законопроекты или налагать на них вето, а также осуществлять помилование. В экстренных случаях имеет право созывать Сенат или Законодательное собрание.
Губернатор избирается сроком на 4 года.
Губернаторы территории Оклахомы назначались непосредственно президентом США. Должность была учреждена в 1907, с вхождением Охлакомы в состав США.
Действующим губернатором Охлакомы является с 14 января 2019 года является Кевин Ститт.

## Губернаторы
Легенда:

 Член Республиканской партии
 Член Демократической партии
Губернаторы территории Оклахома
Территория Оклахома была образована 2 мая 1890 года как индейская резервация. В состав территории входили округа: Бивер, Вудс, Гарфилд, Грант, Кэй, Нобл, Пауни.
16 ноября 1907 года территория была упразднена.
| Губернатор | Губернатор                                                 | Фото | Вступление в должность | Уход в отставку | Кем Назначен       | Примечания                          |
| ---------- | ---------------------------------------------------------- | ---- | ---------------------- | --------------- | ------------------ | ----------------------------------- |
|            | Джордж Вашингтон Стилл George Washington Steele 1839—1922  |      | 22 мая 1890            | 18 октября 1891 | Бенджамин Харрисон |                                     |
|            | Роберт Мартин Robert Martin 1833—1897                      |      | 1891                   | 1892            | Бенджамин Харрисон | Исполняющий обязанности губернатора |
|            | Эйбрахам Джефферсон Сей Abraham Jefferson Seay 1832—1915   |      | 1 февраля 1892         | 7 мая 1893      | Бенджамин Харрисон |                                     |
|            | Уильям Кэри Ренфроу William Cary Renfrow 1845—1922         |      | 7 мая 1893             | 31 января 1897  | Гровер Кливленд    |                                     |
|            | Кассиус Макдональд Барнс Cassius McDonald Barnes 1845—1925 |      | 24 мая 1897            | 15 апреля 1901  | Уильям Мак-Кинли   |                                     |
|            | Уильям Миллер Дженкинс William Miller Jenkins 1856—1941    |      | 15 апреля 1901         | 30 ноября 1901  | Уильям Мак-Кинли   |                                     |
|            | Уильям С. Граймс William C. Grimes 1857—1931               |      | 30 ноября 1901         | 9 декабря 1901  | Теодор Рузвельт    | Исполняющий обязанности губернатора |
|            | Томпсон Бентон Фергюсон Thompson Benton Ferguson 1857—1921 |      | 9 декабря 1901         | 5 января 1906   | Теодор Рузвельт    |                                     |
|            | Фрэнк Франтз Frank Frantz 1872—1941                        |      | 5 января 1906          | 16 ноября 1907  | Теодор Рузвельт    |                                     |

## Губернаторы штата Оклахома
16 ноября 1907 территория Оклахома была преобразована в одноименный штат США.
| Губернатор | Губернатор                                                        | Фото | Вступление в должность | Уход в отставку |
| ---------- | ----------------------------------------------------------------- | ---- | ---------------------- | --------------- |
|            | Чарльз Натаниэл Хэскелл Charles N. Haskell 1860—1933              |      | 16 ноября 1907         | 9 января 1911   |
|            | Ли Крус Lee Cruce 1863—1933                                       |      | 9 января 1911          | 11 января 1915  |
|            | Роберт Ли Уильямс Robert Lee Williams 1868—1948                   |      | 11 января 1915         | 13 января 1919  |
|            | Джеймс Брукс Ауэрс Робертсон James B. A. Robertson 1871—1938      |      | 13 января 1919         | 8 января 1923   |
|            | Джон Каллуоэй “Джек” Уолтон John Calloway «Jack» Walton 1881—1949 |      | 8 января 1923          | 19 ноября 1923  |
|            | Мартин Эдвин Трапп Martin Edwin Trapp 1877—1951                   |      | 19 ноября 1923         | 10 января 1927  |
|            | Генри Симпсон Джонстон Henry Simpson Johnston 1867—1965           |      | 10 января 1927         | 21 марта 1929   |
|            | Уильям Джудсон Холлоуэй William Judson Holloway 1888—1970         |      | 21 марта 1929          | 1 января 1931   |
|            | Уильям Дэвис Мюррей William Henry Davis Murray 1869—1956          |      | 12 января 1931         | 15 января 1935  |
|            | Эрнест Уайтворт Мэрланд Ernest Whitworth Marland 1874—1941        |      | 15 января 1935         | 9 января 1939   |
|            | Леон Чэс "Red" Филлипс Leon Chase «Red» Phillips 1890—1958        |      | 9 января 1939          | 11 января 1943  |
|            | Роберт Самуэль Керр Robert S. Kerr 1896—1963                      |      | 11 января 1943         | 13 января 1947  |
|            | Рой Джозеф Тернер Roy J. Turner 1894—1973                         |      | 13 января 1947         | 8 января 1951   |
|            | Джонстон Мюррей Johnston Murray 1902—1974                         |      | 8 января 1951          | 10 января 1955  |
|            | Реймонд Дэнцел Гэри Raymond Dancel Gary 1908—1993                 |      | 10 января 1955         | 12 января 1959  |
|            | Джеймс Говард Эдмондсон James Howard Edmondson 1925—1971          |      | 12 января 1959         | 6 января 1963   |
|            | Джордж Найх George Nigh 1927—2025                                 |      | 6 января 1963          | 14 января 1963  |
|            | Генри Беллмон Henry Bellmon 1921—2009                             |      | 14 января 1963         | 9 января 1967   |
|            | Дэуй Бартлетт Dewey Follett Bartlett, Sr. 1919—1979               |      | 9 января 1967          | 11 января 1971  |
|            | Дэвид Хэлл David Hall 1930—2016                                   |      | 11 января 1971         | 13 января 1975  |
|            | Дэвид Лил Борен David Lyle Boren 1941—2025                        |      | 13 января 1975         | 8 января 1979   |
|            | Джордж Най George Nigh 1927—2025                                  |      | 8 января 1979          | 12 января 1987  |
|            | Генри Беллмон Henry Bellmon 1921—2009                             |      | 12 января 1987         | 14 января 1991  |
|            | Дэвид Уолтерс David Walters род. 1951                             |      | 14 января 1991         | 9 января 1995   |
|            | Фрэнк Китинг Frank Keating род. 1944                              |      | 9 января 1995          | 9 января 2003   |
|            | Брэд Генри Brad Henry род. 1963                                   |      | 9 января 2003          | 10 января 2011  |
|            | Мэри Феллин Mary Fallin род. 1954                                 |      | 10 января 2011         | 14 января 2019  |
|            | Кевин Ститт Kevin Stitt род. 1972                                 |      | с 14 января 2019       |                 |